# Сочинская республика

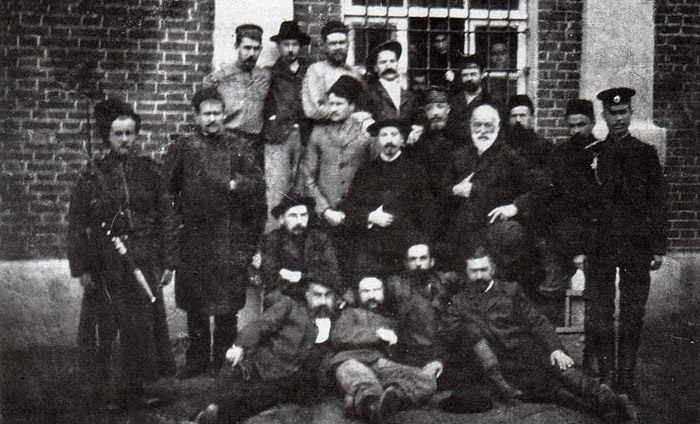
Участники вооруженного восстания у здания тюрьмы, Сочи,1906 год

Со́чинская респу́блика — самопровозглашенное политическое образование и рабоче-крестьянское социалистическое самоуправление, образованное во время Революции 1905—1907 годов года на территории современного города Сочи, Краснодарский край, Россия.

## История
Республика социал-демократического политического строя образовалась вследствие революционного восстания 1905 года. Просуществовала с 28 декабря 1905 года по 5 января 1906 года. Толчком к захвату власти послужило восстание в нынешних Центральном и Хостинском районах Сочи. Столкновения происходили между численно превышавшими социал-демократами и царским правительством — полицией и пограничным гарнизоном под руководством начальника Сочинского округа В. И. Розалион-Сошальского.
В Сочи стянулись отряды повстанцев из Гагры: А. Л. Джаяния, С. Д. Дзигуа, Г. К. Геленов, Д. Д. Гибалайя, С. А. Кубладзе, Т. Л. Насрия, А. В. Надорашвили, Н.С. Хубуа, Р. И. Цоцерия, И. О. Чачава, Ф. А. Олесенкевич, Г. С. Черемушкин; Адлера: М. Д. Чачибайя, К. Т. Вейдия, И. И. Чучуев, Я. М. Танвель, Я. П. Тилли, М. П. Романов, М. В. Плахотников, А. И. Одьяк, И. М. Одьяк, А. Д. Юрнетсон, И. А. Лосеман, А. В. Янович и др.; из Хосты М. Р. Хабулава, Э. У. Хурция, С. Е. Ермолов, А. С. Тараненко, В. М. Черняев и другие. Программную листовку написал член Батумского комитета РСДРП и депутат Сочинского Совета Н. Н. Коняев.
В ходе перестрелки с местными полицейскими стражниками 28 декабря был убит Тутиев и ранены Пётр Друшляков, Степан Перубай, Афанасий Еременко, Гавриил Иванченко, Сергей Малиновский, Захарий Оканумидов и Иван Перебейнос. Со стороны повстанцев были убиты Багринский и Антия, и ранен Федор Аксененко. Из посторонних лиц убиты письмоводитель управления Сочинского округа Иван Тарасенко и крестьянин Федор Голубов, ранены Николай Марковский и Силантий Матека.
Сочинское восстание, которое стало отголоском подобных событий в столице Черноморской губернии Новороссийске, также было подавлено высадкой десанта с моря и подходом казачьих частей.

## Руководители
- Поярко, Никифор Прокофьевич
- Александров, Л.
- Лоренц-Метнер
- Усов, Александр Александрович — детский писатель, путешественник, теософ.
- Коняев Николай Николаевич (1881-1917)